# Nowy cmentarz żydowski w Dynowie
Nowy cmentarz żydowski w Dynowie – kirkut mieści się przy ul. Karolówka. Powstał w połowie XIX wieku. Ma powierzchnię 0,4 ha. W czasie okupacji został zniszczony przez nazistów. Zachowały się na nim cztery macewy.